# 瑞贝卡·兰斯菲尔德
瑞贝卡·兰斯菲尔德（英語：Rebecca Craighill Lancefield，1895年1月5日—1981年3月3日）是一位美国微生物学家，主要贡献有溶血性鏈球菌的血清学分类等。